# Готліб Арсен Борисович
Готліб Арсен Борисович (нар.1 квітня 1967  Житомир, УРСР, СРСР) — російський кінопродюсер кінокомпанії «МетрономФильм».

## Творча біографія
Продюсовані ним фільми удостоєні нагород на російських і світових кінофорумах. Академіе Національної Академії кінематографічних мистецтв і наук Росії «Золотий орел», академік Європейської кіноакадемії (EFA).

- 2014 — 19 Міжнародний фестиваль дитячого і молодіжного анімаційного кіно «Золотая рыбка» — професійне журі: Спецприз журі «За успішні анімаційні проекти для дітей» продюсеру Арсену Готлібу, студія «Метроном Фильм».[1]

## Вибрана фільмографія

### Ігрові фільми
- Інше небо Реж. Д. Мамулія, 2010 р.
  - Кінопремія «Ніка» 2011 — Відкриття року.
  - Міжнародний кінофестиваль Карлові Вари 2010 [Архівовано 18 вересня 2013 у Wayback Machine.] (Спеціальна згадка великого журі — Малий Кришталевий Глобус. Приз екуменічного журі).
  - Міжнародний кінофестиваль Коттбус 2010. Приз за найкращий дебют, Приз ФІПРЕСИ, Спеціальна згадка журі.
  - Міжнародний кінофестиваль Батумі 2010. Гран Прі.
  - Кінофестиваль «Балтійські дебюти» 2010. Приз за найкращу режисуру.
  - й інші нагороди.

- Котрого не було Реж. Р. Салахутдінов, 2011

- 977 /Дев'ять сім сім Реж. Н. Хомерікі,2006 р.
  - Каннський кінофестиваль 2006. Учасник офіційної програми «Un Certain Regard».
  - Фестиваль Вікно в Європу. Найкращий ігровий фільм
  - Анжер (Франція) — фестиваль дебютного кіно — Друга премія
  - і інші нагороди.

- Вдвох Реж. Н. Хомерікі, 2005 р.
  - Каннський кінофестиваль 2005 — приз в конкурсі «CINEFONDATION»  [Архівовано 26 серпня 2017 у Wayback Machine.]
  - і інші нагоррди.

- Москва Реж. О. Зельдович, 2000 р.
  - Гран-Прі Міжнародного Бієнале Кіномузики. БОНН 2000 р. [Архівовано 29 жовтня 2013 у Wayback Machine.]
  - Венеціанський кінофестиваль 2000, Official Selection.
  - 4TH Regus London Film Festival
  - Приз «Золотий Овен» — найкраща музика до фільму
  - Приз «Золотий Овен» — найкраща робота оператора
  - і інші нагороди.

### Анімаційні фільми
- Мій приватний лось — анімаційний фільм, 2013. Реж. Л. Шмельков
  - 64-й Берлінський міжнародний кінофестиваль. Спеціальний приз міжнародного журі в програмі Generation (Kplus)
  - Суздальський фестиваль анімації 2014 — Найкращий анімаційний фільм в професійному рейтингу
  - Кінофестиваль «Свята Анна», 2014 р. — Найкращий анімаційний фільм
  - Великий фестиваль мультфільмів 2014 — 2-ге місце
  - Міжнародний фестиваль анімаційного кіно FANTOCHE 2014 — Приз глядацьких симпатій
  - Національна кінематографічна премія «Ніка» 2015 — Найкращий анімаційний фільм

- Везуха! — анімаційний серіал, Худ. рук. І. Максимов (в виробництві з 2010 р.)
  - Режисери: Н. Антипова, В. Байрамгулов, А. Будовський, Р. Гильметдінов, А. Головань, С. Гордєєв, Н. Дарвіна, А. Дюлгерова, Є. Зілонова, А. Кузнєцов, Є. Куркова, С. Матросова, А. Міронов, Е. Мітгарц, В. Мякишева, В. Олькович, Л. Скворцова, М. Сосніна, В. Федорова, Л. Шмельков
  - Приз за Найкращий анімаційний серіал. Суздаль 2011 [Архівовано 5 березня 2016 у Wayback Machine.]
  - Приз за Найкращий анімаційний серіал, Суздаль 2012 [Архівовано 30 липня 2017 у Wayback Machine.]
  - і інші нагороди.

- Цілий рік — анімаційний міні-серіал, 12 серій, 2008—2010 Реж. В.Федорова
  - Суздаль, 2010 р. — Приз за найкраще образотворче рішення [Архівовано 20 вересня 2013 у Wayback Machine.]
  - і інші нагороди.

- Король забуває — анімаційний фільм. Реж. В.Федорова, спільно з ВДІК
  - Фестиваль дебютного кіно, Москва, 2007 — Найкращий анімаційний фільм. [Архівовано 4 березня 2016 у Wayback Machine.]
  - Фестиваль ВДІК 2007 — «Приз за найкращий анімаційний фільм в міжнародній програмі»
  - Фестиваль ВДІК 2007 — «Приз за найкращий анімаційний фільм в студентській програмі»
  - і інші нагороди.

- Колискові світу — анімаційний серіал 60 серій, 2003—2009. Режисер-постановник Є. Скворцова, режисери — В. Федорова, А.Самойлович, І. Коржнєва, І. Літманович, С. Зуєва, М. Літвінова.
  - Приз «Золотий орел»-2008  [Архівовано 14 червня 2010 у Wayback Machine.]
  - «Суздаль-2010» — Найкращий анімаційний серіал
  - «Суздаль-2008» — Найкращий анімаційний серіал
  - Спеціальний приз дитячого фонду ООН (Юнісеф) — 2006
  - Премія «Зоряний міст — 2008»
  - Премія кінокритики «Білий слон» 2006 — Найкращий анімаційний фільм
  - «Вікно в Європу» — Гран-прі
  - Анімадрід(Іспанія) — Найкращий короткометражний фільм.
  - Малескорто (Італія) — Найкращий неігровий фільм.
  - і інші нагороди.

### Документальне кіно
- Процес Реж. О. Зельдович. 2003 р.
  - «JEWISH EYE» WORLD JEWISH FILM FESTIVAL, Фонд Спілберга, Ізраїль
  - і інші нагороди.

- Агузарова і Браво Реж. К. Дуглас. 1993 р.